# Гејлвил (Њујорк)
Гејлвил (енгл. Galeville) насељено је место без административног статуса у америчкој савезној држави Њујорк.

## Демографија
По попису из 2010. године број становника је 4.617, што је 141 (3,2%) становника више него 2000. године.
| Група             | 2000.         | 2010.         |
| Белци             | 4.074 (91,0%) | 3.973 (86,1%) |
| Афроамериканци    | 173 (3,9%)    | 222 (4,8%)    |
| Азијати           | 68 (1,5%)     | 124 (2,7%)    |
| Хиспаноамериканци | 57 (1,3%)     | 154 (3,3%)    |
| Укупно            | 4.476         | 4.617         |